# 马勋
马勋（？年—？年），字盛衡，巴西阆中人。刘璋时担任州书佐。刘备入蜀后征召他为左将军属，后来转任州别驾从事。杨戏在《季汉辅臣赞》中评价道：“盛衡、承伯，言藏言时。”陈寿评价道：“勋、齐皆以才干自显见；归信于州党，不如姚伷。”